# Rock Against Racism
Rock Against Racism (RAR) je bila kampanja pokrenuta u Ujedinjenom Kraljevstvu 1976. kao odgovor na rastuće rasne konflikte i uspon bijelo nacionalističkih grupa kao National Front. Kampanja je sadržavala pop, rock, punk i reggae glazbenike koji su održavali koncerte na teme antirasizma, radi obeshrabrivanja mladeži od usvajanja rasizma. Kampanja je pokrenuta djelimice i kao odgovor na izjave i aktivnosti poznatih rock glazbenika koji su širom bili smatrane kao rasističke. Pokretači kampanje bili su Red Saunders, Roger Huddle i drugi.

## Vanjske poveznice
- (eng.) 40 years since the birth of Rock Against Racism: rebel music that broke down fear  Arhivirana inačica izvorne stranice od 6. svibnja 2017. (Wayback Machine), Unity, 17 (September/October 2016) - interview with Red Saunders
- (eng.) Original RAR Crew 1976-1982  Arhivirana inačica izvorne stranice od 27. rujna 2017. (Wayback Machine)
- (eng.) Hull Rock Against Racism  Arhivirana inačica izvorne stranice od 9. svibnja 2008. (Wayback Machine)